# You Are the Girl
You Are the Girl (с англ. — «Ты Та Самая Девушка») — двадцать второй в общем и первый с альбома Door to Door сингл американской рок-группы The Cars, вышедший 10 августа 1987 года на лейбле Elektra Records. Сингл достигнул 17-го места в Billboard Hot 100. Он также достиг 2-го места в чарте Mainstream Rock Tracks и 12-го места в чарте Adult Contemporary. Это был 13-й и последний хит The Cars в Топ-40.

## О песне
Ритм-гитарист и основной автор песен Рик Окасек делит ведущий вокал с басистом Бенджамином Орром в песне "You Are the Girl". Оба певца недавно вошли в Топ-40 с сольными хитами: Окасек с песней 1986 года "Emotion in Motion", а Орр с песней 1987 года "Stay the Night". "You Are the Girl" стала первым и последним хитом The Cars в Топ—40 после их перегруппировки в 1987 году после трёхлетнего перерыва, когда участники группы сосредоточились на сольной работе. Это также единственный сингл The Cars, в котором оба певца разделили вокал в песне.
Текст песни посвящён бывшей; музыкальное видео, снятое культовым режиссёром Джоном Уотерсом, было описано как "населённое инопланетянами". В 1987 году The Cars исполнили "You Are the Girl" и "Double Trouble" (ещё одна песня из Door to Door) на MTV Video Music Awards.

## Последствия
Песня была записана для того, что стало последним студийным альбомом группы на следующие 25 лет, и последним с пятью первоначальными участниками — Door to Door 1987 года. Он был записан во время личного конфликта между участниками группы, который привёл к их окончательному роспуску. После выхода альбома появились слухи о том, что группа распадается, и в течение года The Cars объявили о своём роспуске.
Хотя "You Are the Girl" был последним хитом The Cars в Топ-40, ещё два сингла, выпущенные из Door to Door, попали в Топ-100: "Strap Me In" 1987 года (85-е место) и "Coming Up You" 1988 года (74-е место).

## Список композиций
Слова и музыка всех песен — Рик Окасек.
| №  | Название                                             | Основной вокал       | Длительность |
| -- | ---------------------------------------------------- | -------------------- | ------------ |
| 1. | «You Are the Girl» (с англ. — «Ты Та Самая Девушка») | Окасек/Бенджамин Орр | 3:52         |

| №  | Название                                        | Основной вокал | Длительность |
| -- | ----------------------------------------------- | -------------- | ------------ |
| 1. | «Ta Ta Wayo Wayo» (с англ. — «Та Та Уэйо Уэйо») | Окасек         | 2:52         |

### 12" Сингл
| №  | Название                                             | Основной вокал | Длительность |
| -- | ---------------------------------------------------- | -------------- | ------------ |
| 1. | «You Are the Girl» (с англ. — «Ты Та Самая Девушка») | Окасек/Орр     | 3:51         |

| №  | Название                                                     | Основной вокал | Длительность |
| -- | ------------------------------------------------------------ | -------------- | ------------ |
| 1. | «Ta Ta Wayo Wayo» (с англ. — «Та Та Уэйо Уэйо»)              | Окасек         | 2:49         |
| 2. | «Tonight She Comes» (с англ. — «Сегодня Вечером Она Придёт») | Окасек         | 3:48         |

### Европа 12" Сингл
| №  | Название                                             | Основной вокал | Длительность |
| -- | ---------------------------------------------------- | -------------- | ------------ |
| 1. | «You Are the Girl» (с англ. — «Ты Та Самая Девушка») | Окасек/Орр     | 3:52         |

| №  | Название                                        | Основной вокал | Длительность |
| -- | ----------------------------------------------- | -------------- | ------------ |
| 1. | «Ta Ta Wayo Wayo» (с англ. — «Та Та Уэйо Уэйо») | Окасек         | 2:52         |
| 2. | «Shake It Up» (с англ. — «Встряхнись»)          | Окасек         | 3:32         |

## Участники записи
- Рик Окасек — вокал, ритм-гитара
- Бенджамин Орр — вокал (You Are the Girl), бас-гитара
- Грег Хоукс — клавишные, бэк-вокал
- Эллиот Истон — соло-гитара, бэк-вокал
- Дэвид Робинсон — ударные, бэк-вокал

## Чарты
| Чарт (1987)                        | Наивысшая позиция |
| ---------------------------------- | ----------------- |
| Австралия (Kent Music Report)      | 69                |
| Канада (RPM Top Singles)           | 33                |
| Новая Зеландия (Recorded Music NZ) | 30                |
| США (Billboard Hot 100)            | 17                |
| США (Billboard Adult Contemporary) | 12                |
| США (Billboard Mainstream Rock)    | 2                 |
| США (Cash Box Top 100 Singles)     | 17                |